# Tyrell Nelson
Tyrell Jamal Nelson (Charlotte, 18 giugno 1995) è un cestista statunitense.